# ایالت بمبئی
ایالت بمبئی (به انگلیسی: Bombay State) بزرگترین ایالت هند بود که در زمان استقلال هند ایجاد شد و سایر مناطق در سال‌های بعدی به آن اضافه شدند. ایالت بمبئی (تقریباً برابر با ایالت امروزی ماهاراشترا در هند، به استثنای ماهاراشترا جنوبی و ویدارباه) با ایالت‌های بارودا، هند غربی و گجرات (ایالت گجرات امروزی هند) و ایالت دکن ادغام شد. بخش‌هایی از ایالت‌های امروزی هند ماهاراشترا و کارناتاکا را شامل می‌شده‌است.
در تاریخ ۱ مه ۱۹۶۰، ایالت بمبئی بر اساس زبان ساکنانش به دو ایالت تقسیم و منحل شد: ایالت گجرات، با جمعیت گجراتی زبان و ماهاراشترا، با جمعیت مراتی زبان.